# Acalypha balansae
Acalypha balansae är en törelväxtart som beskrevs av André Guillaumin. Acalypha balansae ingår i släktet akalyfor, och familjen törelväxter. Inga underarter finns listade i Catalogue of Life.